# بمباران فلسطین توسط ایتالیا در جنگ جهانی دوم
بمباران فلسطین توسط ایتالیا در جنگ جهانی دوم بخشی از تلاش‌های نیروی هوایی سلطنتی ایتالیا جهت آسیب به منافع امپراتوری بریتانیا در خاورمیانه طی جنگ جهانی دوم بود.

## پیشینه

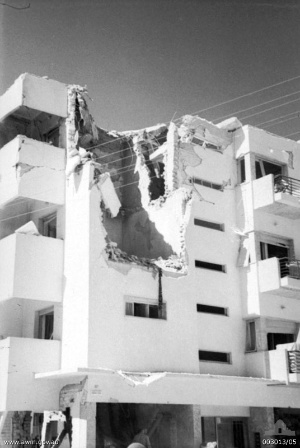
ساختمانی در تل‌آویو که به شدت از بمباران آسیب دیده است.

پادشاهی ایتالیا در ۱۰ ژوئن سال ۱۹۴۰ میلادی به جمهوری سوم فرانسه و بریتانیا اعلام جنگ کرد و وارد جنگ جهانی دوم شد. یورش ایتالیا به فرانسه اما دیری نپایید و فرانسه سه روز پس از آتش‌بس با آلمان در ۲۵ ژوئن با ایتالیا هم پیمان آتش‌بس امضا نمود. بدین ترتیب ایتالیا بر روی جنگ با بریتانیا و اتحادیه کشورهای همسود در آفریقا و خاورمیانه متمرکز شد.
نخستین اقدام ایتالیا در اکتبر ۱۹۴۰ میلادی رقم خورد که طی آن در ۱۹ اکتبر چهار فروند بمب‌افکن اس‌ام. ۸۲ ایتالیایی به چاه‌های نفت آمریکایی در بحرین تحت قیمومت بریتانیا حمله کرده و به پالایشگاه محلی آسیب زدند. همچنین ظهران در عربستان سعودی هم بمباران شد اما آسیب جدی نتوانست وارد نماید.

## بمباران فلسطین
بمباران فلسطین توسط ایتالیایی‌ها از ژوئیه ۱۹۴۰ میلادی آغاز شد و تا ژوئن سال ۱۹۴۱ میلادی ادامه داشت. تمرکز ایتالیایی‌ها در این مدت روی شهرهای تل‌آویو و حیفا بود اما شهرهای دیگری مانند عکا و یافا نیز در این میان آسیب‌هایی دیدند.

### بمباران حیفا
شهر حیفا به واسطه وجود پالایشگاه و بندر مهم خود که محل اتصال خط لوله کرکوک-مدیترانه به دریا بود بارها مورد بمباران ایتالیایی‌ها قرار گرفت. روزنامه تایم در ۲۹ ژوئیه ۱۹۴۰ میلادی خبر از بمباران شهر حیفا در هفته گذشته توسط بمب‌افکن‌های ایتالیایی می‌دهد که موجب تلفات زیادی نیز شده است.
گزارش روزنامه تایم به این شرح است: «ده بمب‌افکن بزرگ ایتالیایی که از جزیره دودکانسا برخواسته بودند پس از عبور بر فراز پایگاه بریتانیایی‌ها در جزیره قبرس خود را به حیفا رسانده و ۵۰ بمب روی پایانه و پالایشگاه نفتی این شهر انداختند.» این بمباران موجب شد پالایشگاه تا چند روز در آتش بسوزد و فعالیت آن برای مدت یک ماه به صورت کامل متوقف شود. جنگنده‌های انگلیسی که در پایگاه کوه کرمل مستقر بودند نتوانستند خود را به موقع به بمب‌افکن‌های ایتالیایی برسانند و مانع بازگشت ایشان به جزایر ایتالیایی در دریای اژه شوند.

### بمباران تل‌آویو
بمباران تل‌آویو در ۹ سپتامبر سال ۱۹۴۰ میلادی موجب تلفات ۱۳۷ نفری شد. یک بمباران دیگر در ۱۲ ژوئن ۱۹۴۱ میلادی که معلوم نیست توسط ایتالیایی‌ها یا توسط فرانسوی‌های مستقر در سوریه انجام شد نیز جان ۱۳ تن را گرفت.
تاریخ‌نگاری به نام آلبرتو روسلی در مورد علت بمباران تل‌آویو و تلفات بالای آن بیان می‌دارد که بمب‌افکن‌های ایتالیایی در مسیر بمباران حیفا بودند که توسط جنگنده‌های بریتانیایی رهگیری شدند، ایتالیایی‌ها که مجبور به بازگشت شده بودند دستور یافتند بمب‌های خود را روی بندر تل‌آویو بیندازند اما از آن جایی که در حال تلاش برای فرار از جنگنده‌های بریتانیایی بودند بمب‌ها را به اشتباه روی بخش غیرنظامی شهر ریختند و تلفات زیادی را به وجود آوردند.

## نگارخانه

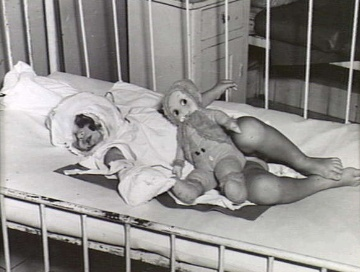
یکی از قربانیان بمباران ایتالیایی‌ها در سپتامبر ۱۹۴۰ میلادی
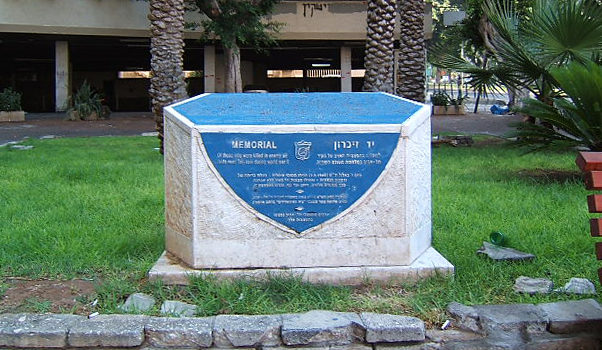
یادبود ۱۳۷ غیرنظامی کشته شده در تل‌آویو در بمباران سپتامبر ۱۹۴۰ میلادی
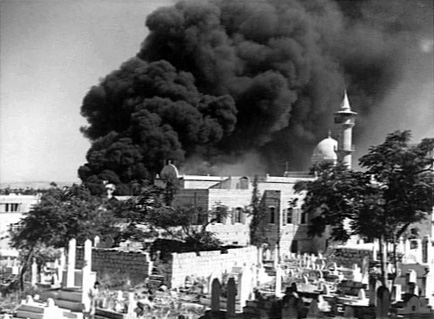
آسیب به گورستان مسلمان‌ها و مسجد استقلال هنگام بمباران حیفا در سپتامبر ۱۹۴۰ میلادی